# Cầu La Mã (Trier)
Cầu La Mã (tiếng Đức: Römerbrücke) là cây cầu vòm xây theo lối kiến trúc cổ bắc qua sông Moselle, tại Trier, Đức. Đây là cây cầu đứng cổ nhất tại đất nước này. Chín cột trụ cầu có niên đại từ thế kỷ thứ 2 sau Công nguyên. Phần trên cầu đã được tu sửa hai lần vào thế kỷ 12 và thế kỷ 18, sau khi bị phá hủy trong chiến tranh. Nó là một phần của Các tượng đài La Mã, Nhà thờ Thánh Peter và Nhà thờ Giáo hội Đức Mẹ tại Trier được UNESCO công nhận di sản thế giới.

## Hình ảnh

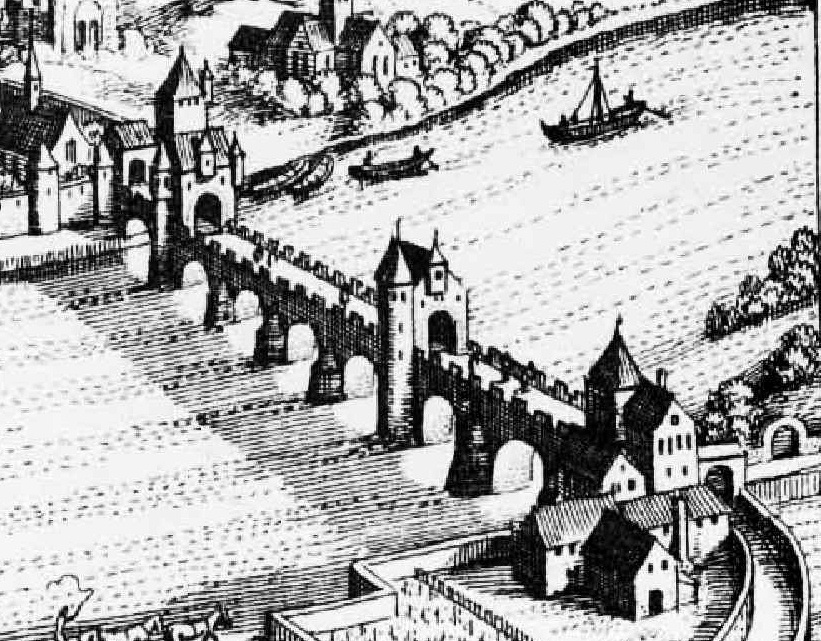
Tranh điêu khắc bởi Merian (1646)
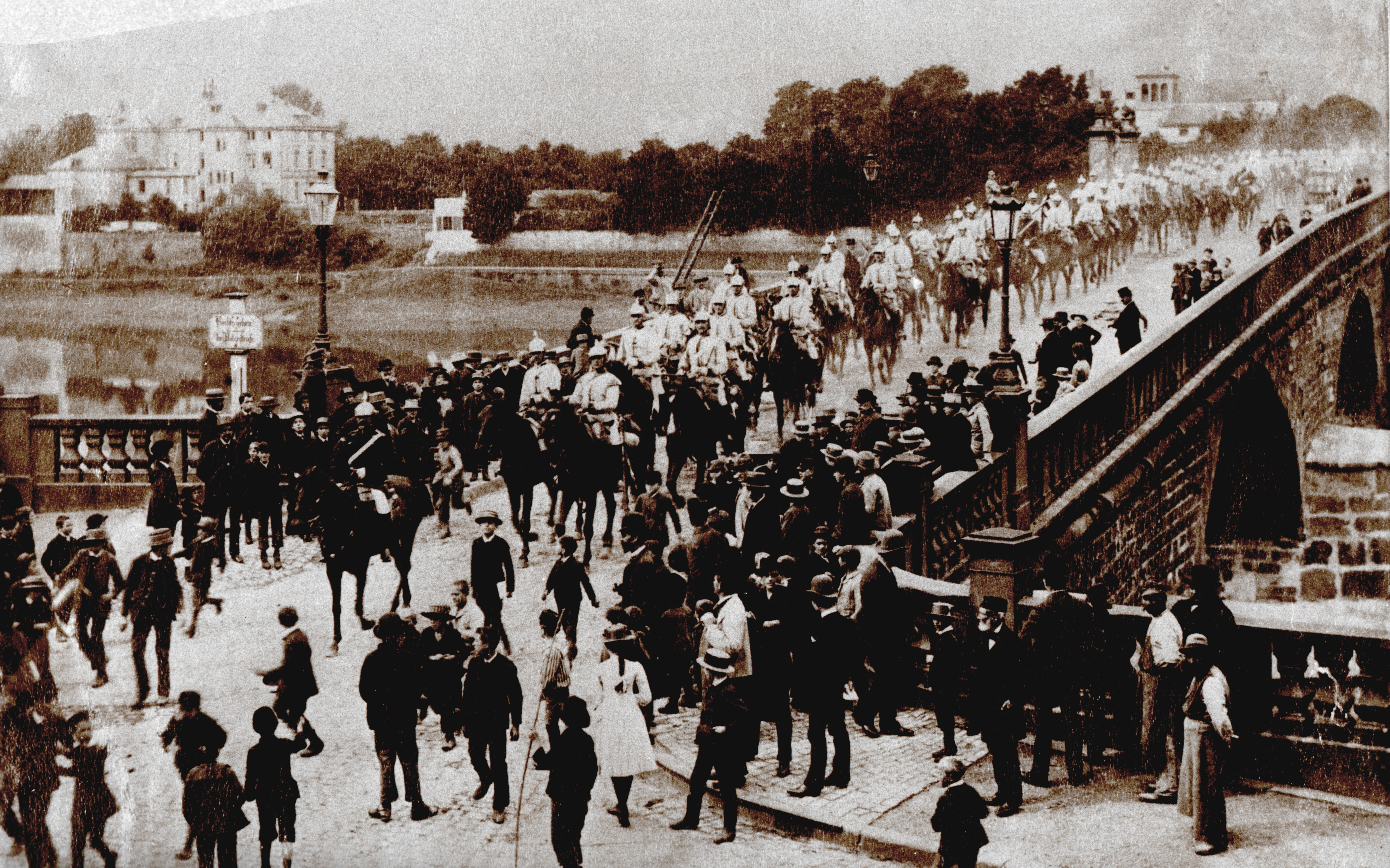
Kỵ binh mặc giáp số 8 "Count Geßler" (vùng sông Ranh) (1893) băng qua cầu
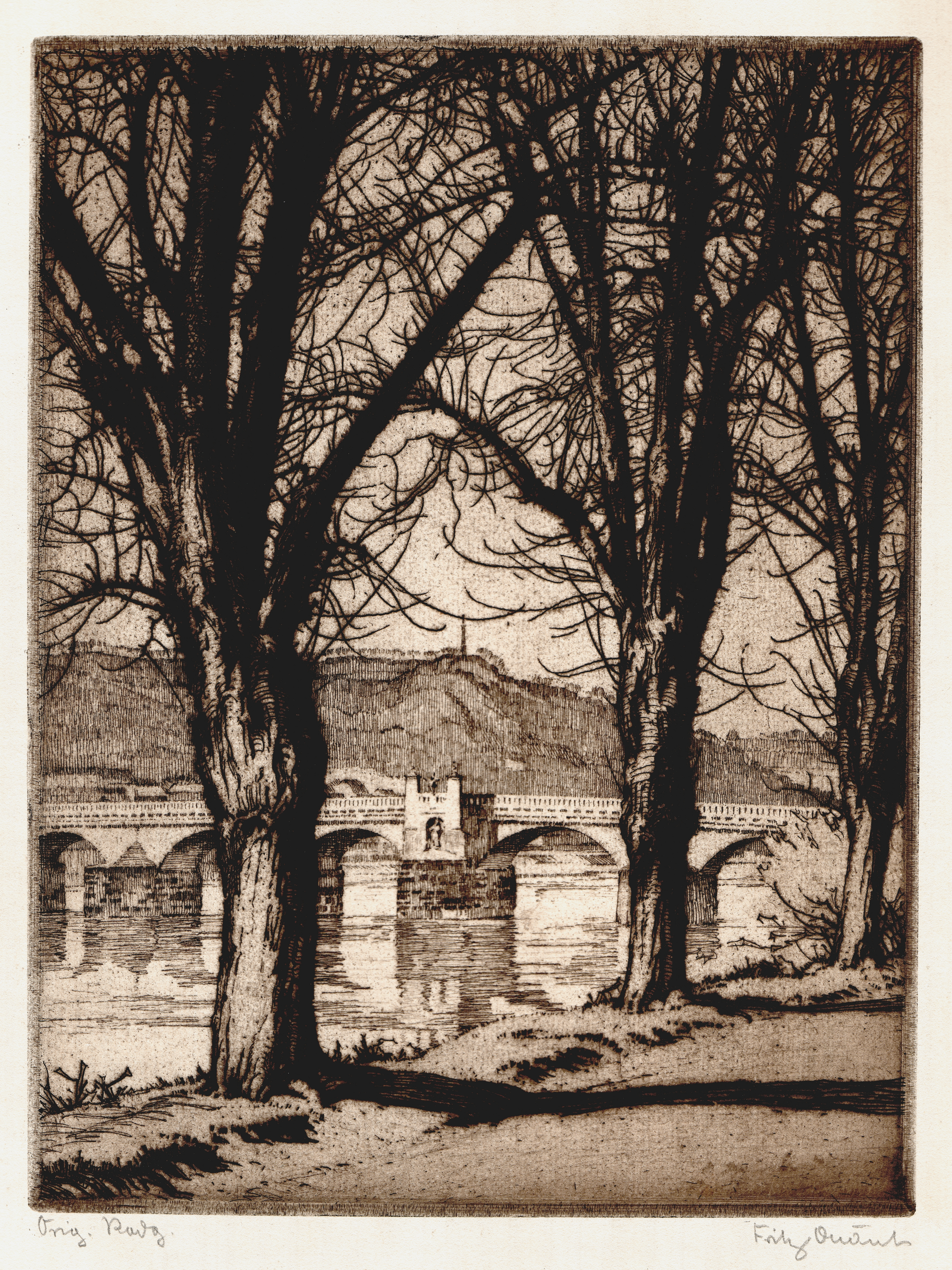
Tranh khắc của Fritz Quant (c. 1910)
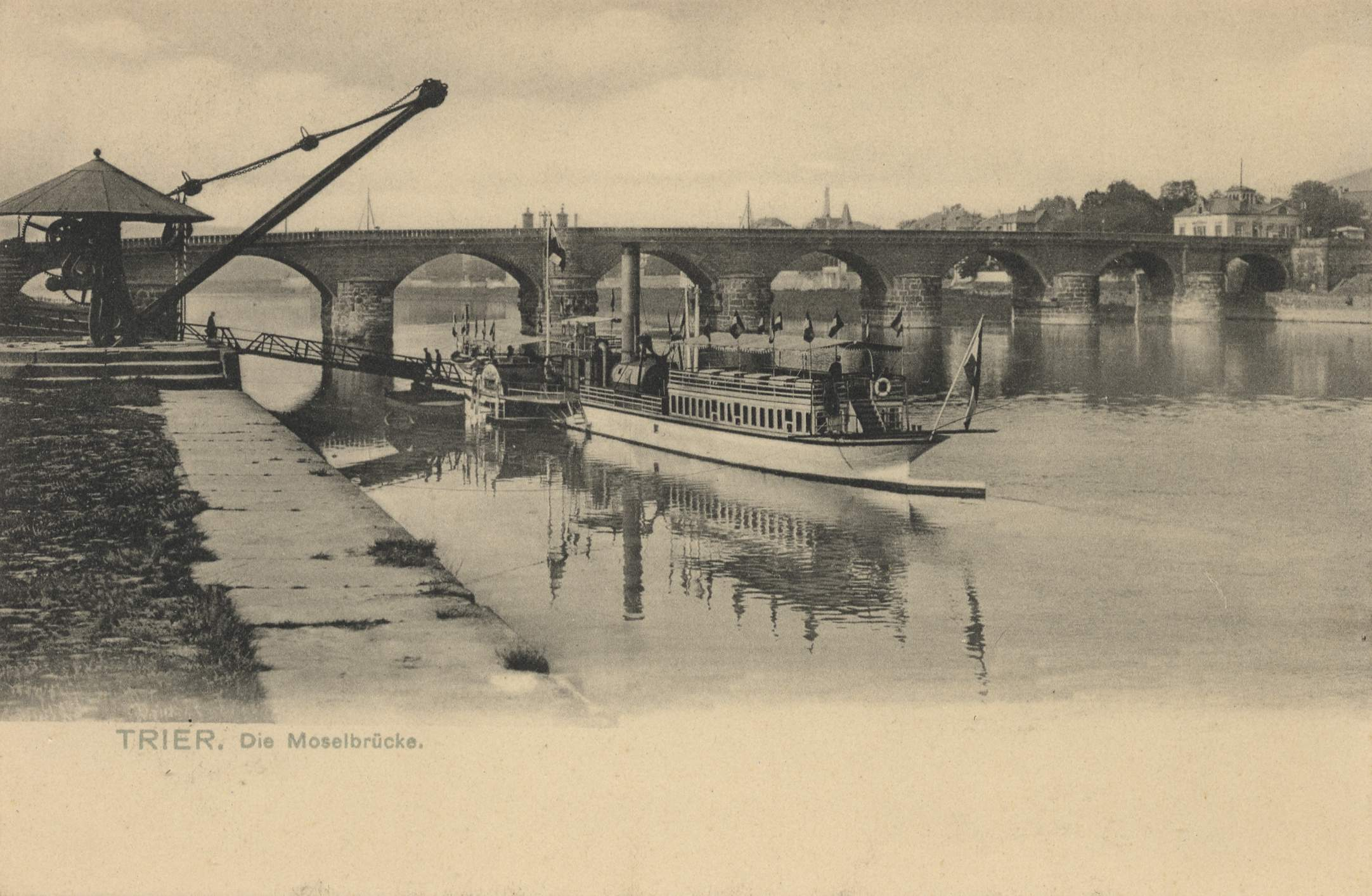
Bưu thiếp (1910)